# Kyselina trimethylsilylpropanová

Deuterovaná sodná sůl TMSP

Kyselina trimethylsilylpropanová (zkráceně TMSP) je organická sloučenina obsahující trimethylsilylovou skupinu, se vzorcem (CH3)3SiCH2CH2COOH. Používá se na přípravu standardů v nukleární magnetické rezonanci s vodnými rozpouštědly (například D2O). Pro tyto účely bývá často deuterovaná (3-(trimethylsilyl)-2,2,3,3-tetradeuteropropanová kyselina, TMSP-d4); podobnými často používanými referenčními látkami pro NMR jsou trimethylsilylpropansulfonát sodný (DSS) a tetramethylsilan.